# Chorinea amazon
Chorinea amazon és una espècie de lepidòpter papilionoïdeu de la família dels riodínids (Rodinidae). Va ser descrita per Saunders el 1859.

## Característiques
És una papallona amb les ales transparents nacrades o blavoses, vorejades de negre i en gran part marcades amb venes negres amb una cua llarga i una marca anal vermella a cada ala posterior.

## Distribució
Està present a Guyana, Guaiana Francesa, Surinam, l'Equador, Brasil i el Perú. Resideix al bosc amazònic. La seva biologia és poc coneguda.

## Subespècies
- Chorinea amazon amazon - Brasil.
- Chorinea amazon antoniana Brévignon, 1998 - Guyana.